# Jasiona (powiat prudnicki)
Jasiona (niem. Jassen, cz. Jeseň) – wieś w Polsce, położona w województwie opolskim, w powiecie prudnickim, w gminie Lubrza. Historycznie leży na Górnym Śląsku, na ziemi prudnickiej. Położona jest na terenie Obniżenia Prudnickiego, będącego częścią Niziny Śląskiej, u podnóży Gór Opawskich. Przepływa przez nią rzeka Prudnik.
W latach 1975–1998 miejscowość należała administracyjnie do ówczesnego województwa opolskiego.
Według danych na 31 grudnia 2013 r. wieś była zamieszkana przez 256 osób.

## Geografia

### Położenie
Wieś jest położona w południowo-zachodniej Polsce, w województwie opolskim, około 4,5 km od granicy z Czechami, w zachodniej części Obniżenia Prudnickiego, u podnóży Gór Opawskich. Należy do Euroregionu Pradziad. Przez granice administracyjne wsi przepływa rzeka Prudnik. Leży na obszarze 391 ha. Ma charakter rolniczy. Głównymi uprawami są tutaj buraki cukrowe, ziemniaki i kukurydza.
Wieś otoczona jest licznymi wzniesieniami. W czasach niemieckich miały one odpowiednie nazwy, np. Funfrutenberg, Weinberg, Kreiwitzer Berg, Ochsengrund. Współcześnie wzniesienia nie posiadają nazw.

### Środowisko naturalne
W Jasionie panuje klimat umiarkowany ciepły. Średnia temperatura roczna wynosi +8,1 °C. Duże zróżnicowanie dotyczy termicznych pór roku. Średnie roczne opady atmosferyczne w rejonie Jasiony wynoszą 621 mm. Dominują wiatry zachodnie.

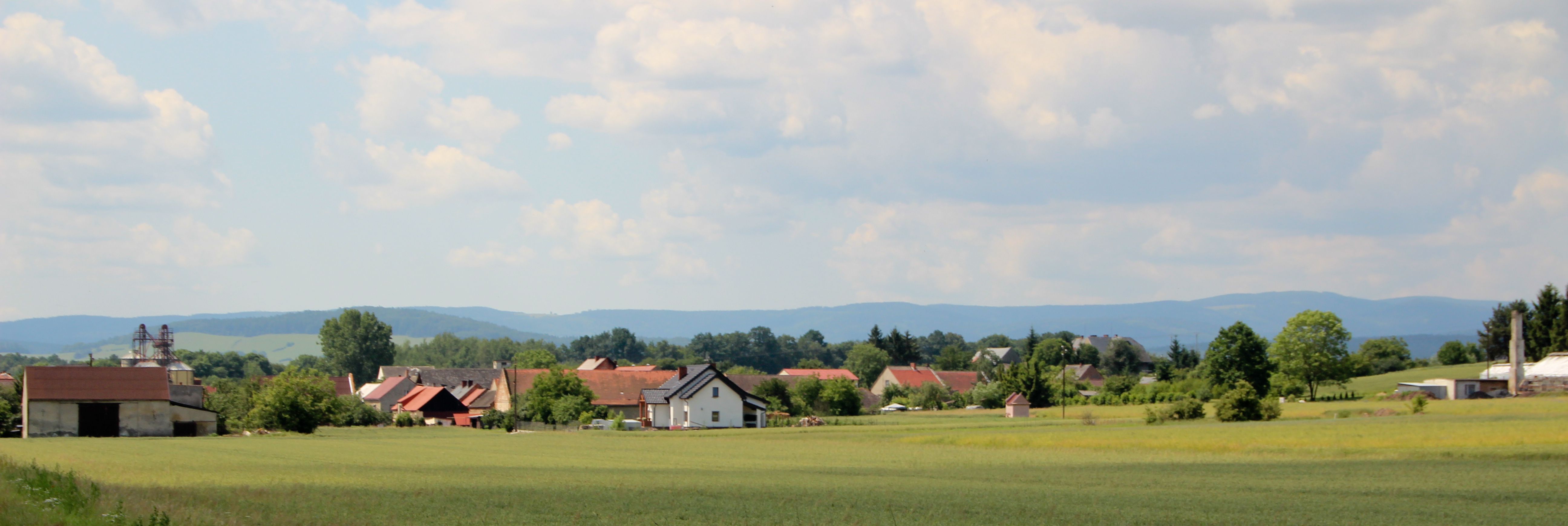
Panorama Jasiony od strony północnej

## Nazwa

Nieoficjalny herb wsi Jasiona

Pierwotna nazwa Jasiony, zapisywana w XIII wieku jako Jassona, miała polskie (słowiańskie) pochodzenie. Została ona zgermanizowana jako Jassen i Jessen.
W historycznych dokumentach nazwę miejscowości wzmiankowano w różnych językach oraz formach: de Jassona (1285), z Jasone (1455), Jessen (1481), Jaschen (1484), Jaseni (1525), Jassen (1534), Jessen (1596), Jessen (1651/52), Jassen (1743), Jassen (1784), Jassen (1845), Jassen, Jasoń (1941).
W Spisie miejscowości województwa śląsko-dąbrowskiego łącznie z obszarem ziem odzyskanych Śląska Opolskiego wydanym w Katowicach w 1946 wieś wymieniona jest pod polską nazwą Jasoń. 9 września 1947 r. nadano miejscowości nazwę Jasiona.

## Historia

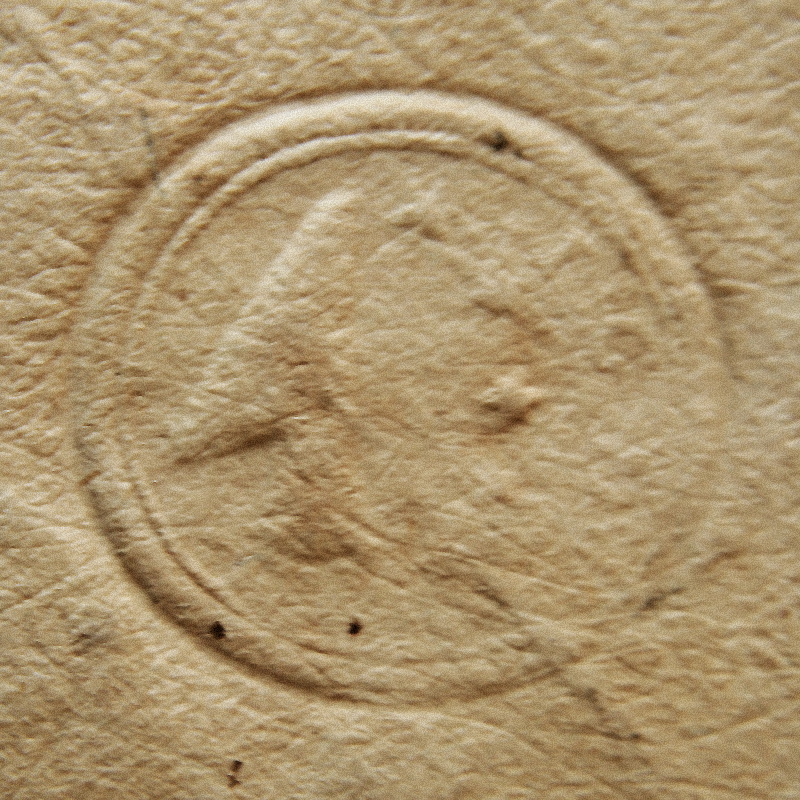
Pieczęć Jasiony (1723)

Wieś wzmiankowana była po raz pierwszy jako Jassona w 1233 roku w testamencie Jana Sybocica z Prężyny. Istniało tu rozlewisko wodne tworzone przez rzekę Prudnik, w pobliżu którego założono osiedle o nazwie Jaschinka, którego mieszkańcy zajmowali się produkcją węgla drzewnego. W XIII i XIV wieku osiedlali się tu przybysze z zachodnich Niemiec. Do 1337 Jasiona znajdowała się w granicach czeskich Moraw. W 1337 król czeski Jan Luksemburski odkupił od Albrechta z Fulštejnu ziemię prudnicką i przekazał ją księciu niemodlińskiemu Bolesławowi Pierworodnemu.

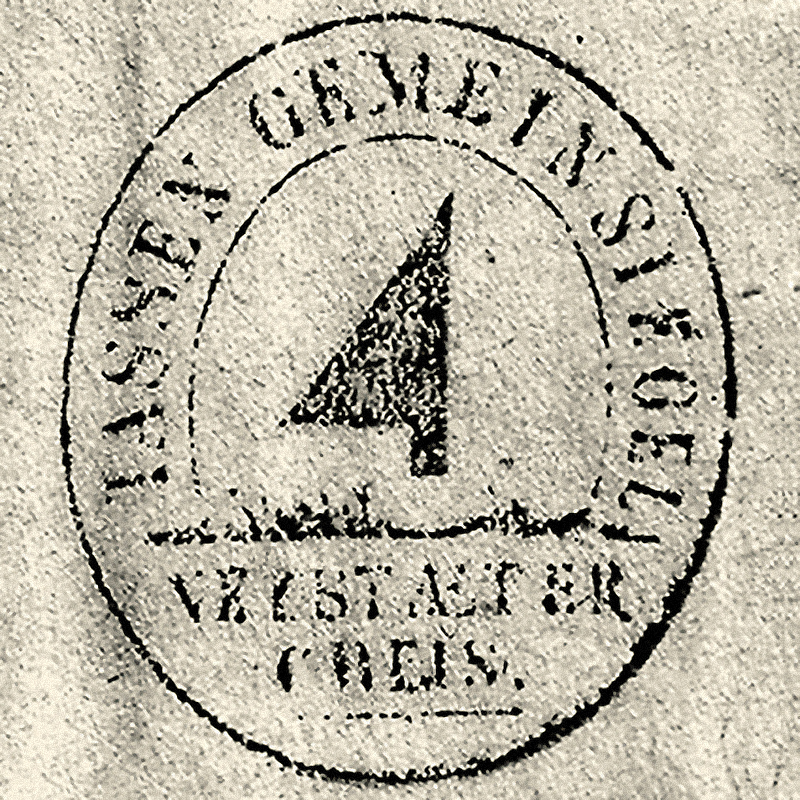
Pieczęć Jasiony (1919)

Młyn wodny w Jasionie istniał już w 1447. Wzmiankowany był w urbarzu dóbr zamku prudnickiego z 1534, jako własność proboszcza Prudnika. W 1534 Jasiona liczyła 17 mieszkańców. W 1562 Rada Miejska Prudnika wzięła Jasionę w zastaw, a w 1597 nabyła ją na własność. W 1598 Maciej Bilicer z prudnickiego rodu Bilicerów założył księgę wieczystą dla Jasiony.

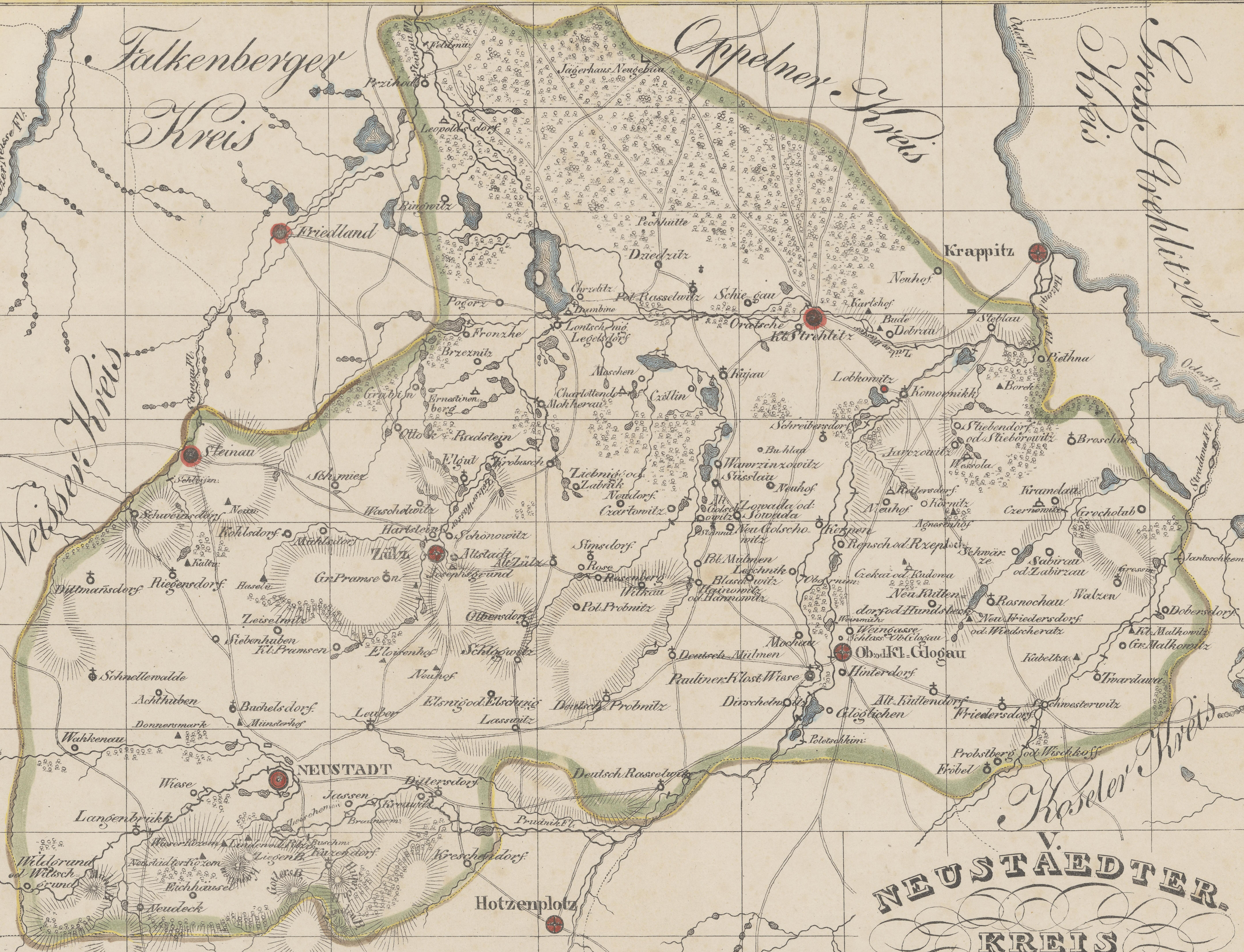
Jasiona (Jassen) wśród miejscowości ziemi prudnickiej na mapie z XIX wieku

W XVIII wieku na południowy wschód od zabudowań wsi, u podnóża zalesionej skarpy, działał młyn papierniczy, należący w 1734 do Floriana Heinricha. Spłonął na początku XIX wieku od uderzenia pioruna. Do 1742 wieś należała do powiatu sądowego prudnickiego w Monarchii Habsburgów. Po I wojnie śląskiej znalazła się w granicach Królestwa Prus i weszła w skład powiatu prudnickiego w prowincji Śląsk. Przy szosie Prudnik–Dytmarów funkcjonowała cegielnia. W 1779 zbudowano drewnianą szkołę. Zachowały się jej fundamenty na posesji nr 23. Wieś posiadała swoją własną pieczęć, która przedstawiała w polu lemiesz pługa w słup, pod nim murawa, a w otoku napis: IASSEN GEMEIN SIEGEL / NEYSTAETER CREIS (pol. Gmina Jasiona / Powiat Prudnicki). W 1830 wieś liczyła 320 mieszkańców. 14 maja 1854 w wyniku uderzenia pioruna spaliła się stodoła w zabudowaniach młyna wodnego.

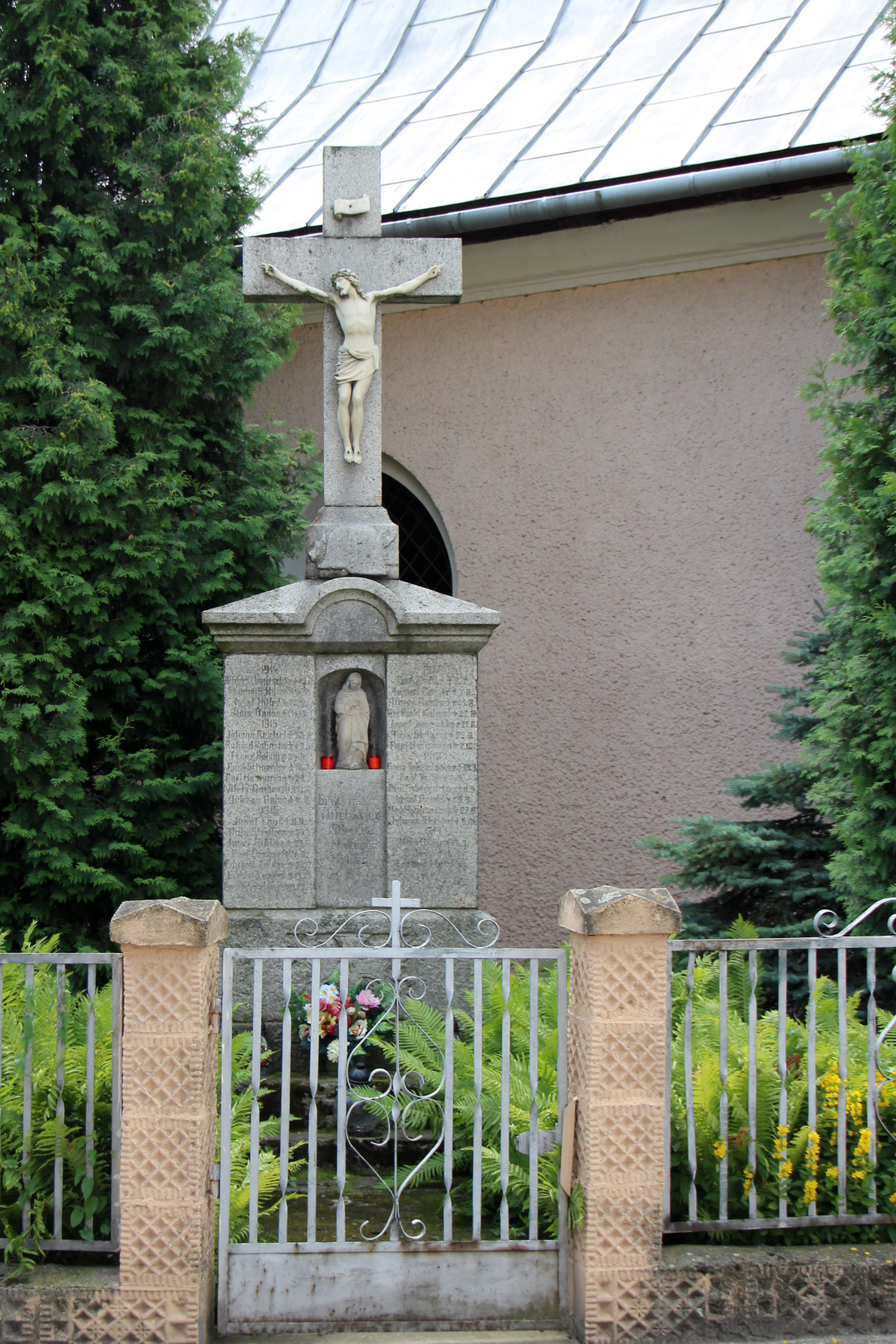
Krzyż przy kościele zawierający spis mieszkańców wsi, którzy zginęli podczas I wojny światowej

Kościół Najświętszej Marii Panny, ufundowany przez gospodarza Schneidera, został wzniesiony w 1900 niedaleko szkoły. W 1908 na południowo-zachodnim krańcu wsi wybudowano nową, murowaną szkołę. Od strony południowej budynku urządzono mieszkania dla dwóch nauczycieli. Według spisu ludności z 1 grudnia 1910, na 464 mieszkańców Jasiony 463 posługiwało się językiem niemieckim, a 1 językiem polskim. W 1921 w zasięgu plebiscytu na Górnym Śląsku znalazła się tylko część powiatu prudnickiego. Jasiona znalazła się po stronie zachodniej, poza terenem plebiscytowym. W 1923 przy kościele wzniesiono krzyż upamiętniający 27 mieszkańców wsi, którzy zginęli podczas I wojny światowej. W latach 30. XX wieku we wsi istniały 64 gospodarstwa rolne o zróżnicowanej wielkości.

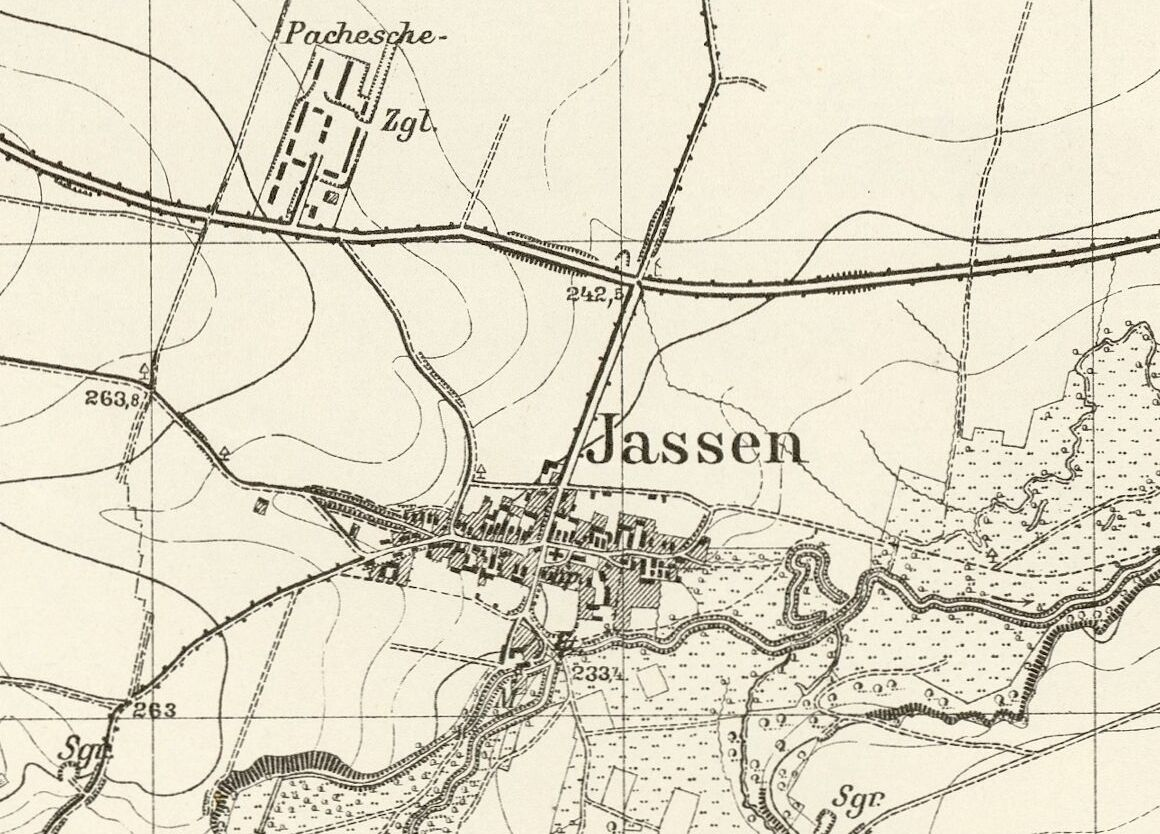
Jasiona na mapie z 1930

Do 1939 liczba mieszkańców wsi utrzymywała się na poziomie ponad 400. Podczas II wojny światowej zginęło 29 żołnierzy i ponad 17 cywilów z Jasiony. Od marca do maja 1945 powiat prudnicki znajdował się pod kontrolą radzieckiej komendantury wojskowej. 11 maja 1945 polska administracja przejęła władzę cywilną w powiecie prudnickim. Wówczas w Jasionie została osiedlona część polskich repatriantów z Kresów Wschodnich a także osadników z centralnej Polski. Niemieckojęzyczna ludność została wysiedlona na zachód w 1946.
W latach 1945–1950 Jasiona należała do województwa śląskiego, a od 1950 do województwa opolskiego. W latach 1945–1954 wieś należała do gminy Lubrza, a w latach 1954–1972 do gromady Lubrza.
W 1949 we wsi znajdowały się między innymi: szkoła podstawowa prowadzona przez Inspektorat Szkolny w Prudniku, kotlarz, krawiec. W 1950 powstała Rolnicza Spółdzielnia Produkcyjna w Jasionie, rozwiązana w 1957 i zorganizowana ponownie w 1960. Młyn był nadal użytkowany, jednak zrezygnowano z napędu wodnego na elektryczny. Szkoła w Jasionie zakończyła działalność w 1975, gdy została włączona do Zbiorczej Szkoły Gminnej w Lubrzy.
Na początku lat 2000 został zamknięty młyn w Jasionie. W 2007 Jasiona przystąpiła do Programu Odnowy Wsi Opolskiej.

### Przynależność państwowa i administracyjna
| Okres     |                                                                                | Państwo                           | Zwierzchnictwo                    | Jednostka administracyjna                                                |
| --------- | ------------------------------------------------------------------------------ | --------------------------------- | --------------------------------- | ------------------------------------------------------------------------ |
| 1233–1337 |                                                                                | Królestwo Czech                   | Królestwo Czech                   | Morawy, ziemia prudnicka                                                 |
| 1337–1382 |                                                                                | Księstwo niemodlińskie            | Księstwo niemodlińskie            |                                                                          |
| 1382–1424 |                                                                                | Księstwo niemodlińsko-strzeleckie | Księstwo niemodlińsko-strzeleckie |                                                                          |
| 1424–1460 |                                                                                | Księstwo głogówecko-prudnickie    | Księstwo głogówecko-prudnickie    |                                                                          |
| 1460–1521 |                                                                                | Księstwo opolskie                 | Księstwo opolskie                 |                                                                          |
| 1521–1532 |                                                                                | Księstwo opolsko-raciborskie      | Księstwo opolsko-raciborskie      | księstwo opolskie                                                        |
| 1532–1742 | Monarchia Habsburgów                                                           | Monarchia Habsburgów              | Święte Cesarstwo Rzymskie         | księstwo opolsko-raciborskie, powiat sądowy prudnicki                    |
| 1742–1806 |                                                                                | Królestwo Prus                    | Święte Cesarstwo Rzymskie         | kamera wrocławska, departament wrocławski, powiat prudnicki              |
| 1806–1815 |                                                                                | Królestwo Prus                    | Królestwo Prus                    | kamera wrocławska, departament wrocławski, powiat prudnicki              |
| 1815–1871 | prowincja Śląsk, rejencja opolska, powiat prudnicki                            | Królestwo Prus                    | Królestwo Prus                    |                                                                          |
| 1871–1918 | Cesarstwo Niemieckie                                                           | Cesarstwo Niemieckie              | Cesarstwo Niemieckie              | Królestwo Prus, prowincja Śląsk, rejencja opolska, powiat prudnicki      |
| 1918–1919 |                                                                                | Republika Weimarska               | Republika Weimarska               | Wolne Państwo Prusy, prowincja Śląsk, rejencja opolska, powiat prudnicki |
| 1919–1933 | Wolne Państwo Prusy, prowincja Górny Śląsk, rejencja opolska, powiat prudnicki | Republika Weimarska               | Republika Weimarska               |                                                                          |
| 1933–1938 | Wolne Państwo Prusy, prowincja Górny Śląsk, rejencja opolska, powiat prudnicki | III Rzesza                        | III Rzesza                        | III Rzesza                                                               |
| 1938–1941 | Wolne Państwo Prusy, prowincja Śląsk, rejencja opolska, powiat prudnicki       | III Rzesza                        | III Rzesza                        | III Rzesza                                                               |
| 1941–1945 | Wolne Państwo Prusy, prowincja Górny Śląsk, rejencja opolska, powiat prudnicki | III Rzesza                        | III Rzesza                        | III Rzesza                                                               |
| 1945–1946 |                                                                                | Rzeczpospolita Polska             | Rzeczpospolita Polska             | Okręg I (Śląsk Opolski)                                                  |
| 1946–1950 | województwo śląskie, powiat prudnicki, gmina Lubrza                            | Rzeczpospolita Polska             | Rzeczpospolita Polska             |                                                                          |
| 1950–1952 | województwo opolskie, powiat prudnicki, gmina Lubrza                           | Rzeczpospolita Polska             | Rzeczpospolita Polska             |                                                                          |
| 1952–1954 | województwo opolskie, powiat prudnicki, gmina Lubrza                           |                                   | Polska Rzeczpospolita Ludowa      | Polska Rzeczpospolita Ludowa                                             |
| 1954–1973 | województwo opolskie, powiat prudnicki, gromada Lubrza                         |                                   | Polska Rzeczpospolita Ludowa      | Polska Rzeczpospolita Ludowa                                             |
| 1973–1975 | województwo opolskie, powiat prudnicki, gmina Lubrza                           |                                   | Polska Rzeczpospolita Ludowa      | Polska Rzeczpospolita Ludowa                                             |
| 1975–1989 | województwo opolskie, gmina Lubrza                                             |                                   | Polska Rzeczpospolita Ludowa      | Polska Rzeczpospolita Ludowa                                             |
| 1989–1998 | województwo opolskie, gmina Lubrza                                             | Polska                            | Rzeczpospolita Polska             | Rzeczpospolita Polska                                                    |
| od 1999   | województwo opolskie, powiat prudnicki, gmina Lubrza                           | Polska                            | Rzeczpospolita Polska             | Rzeczpospolita Polska                                                    |

## Mieszkańcy
Miejscowość zamieszkiwana jest przez ludność napływową, przybyłą na Śląsk z Kresów Wschodnich i centralnej Polski po 1945 w wyniku przymusowych przesiedleń ludności polskiej. We wsi do czasów współczesnych zachowały się gwary lwowska i krakowska.

### Liczba mieszkańców wsi
- 1534 – 17[28]
- 1793 – 244[39]
- 1830 – 320[28]
- 1871 – 444[40]
- 1905 – 457[41]
- 1910 – 464[42]
- 1933 – 426[43]
- 1939 – 419[43]
- 1966 – 350[44]
- 1998 – 281[45]
- 2002 – 257[45]
- 2009 – 252[45]
- 2011 – 256[45]
- 2012 – 253[7]
- 2013 – 256[7]

## Zabytki
Zgodnie z gminną ewidencją zabytków w Jasionie chronione są:
- układ ruralistyczny, z XIII w.
- budynek mieszkalny nr 27, z XIX/XX w.
- budynek gospodarczy nr 36, z XIX/XX w.
- budynek mieszkalny nr 36, z 1 ćw. XX w.
- budynek mieszkalny nr 38, z l. 20. XX w.
- stodoła, nr 42, z XIX/XX w.
- stodoła, nr 45, z pocz. XX w.
- budynek mieszkalny nr 46, z 1 poł. XIX w.
- budynek mieszkalno-gospodarczy, d. wycug, nr 49A, z 4 ćw. XIX w.
- dom mieszkalny nr 49, z 4 ćw. XIX w.
- kościół fil. pw. Nawiedzenia NMP, z 1900 r.

## Pomniki i obiekty upamiętniające

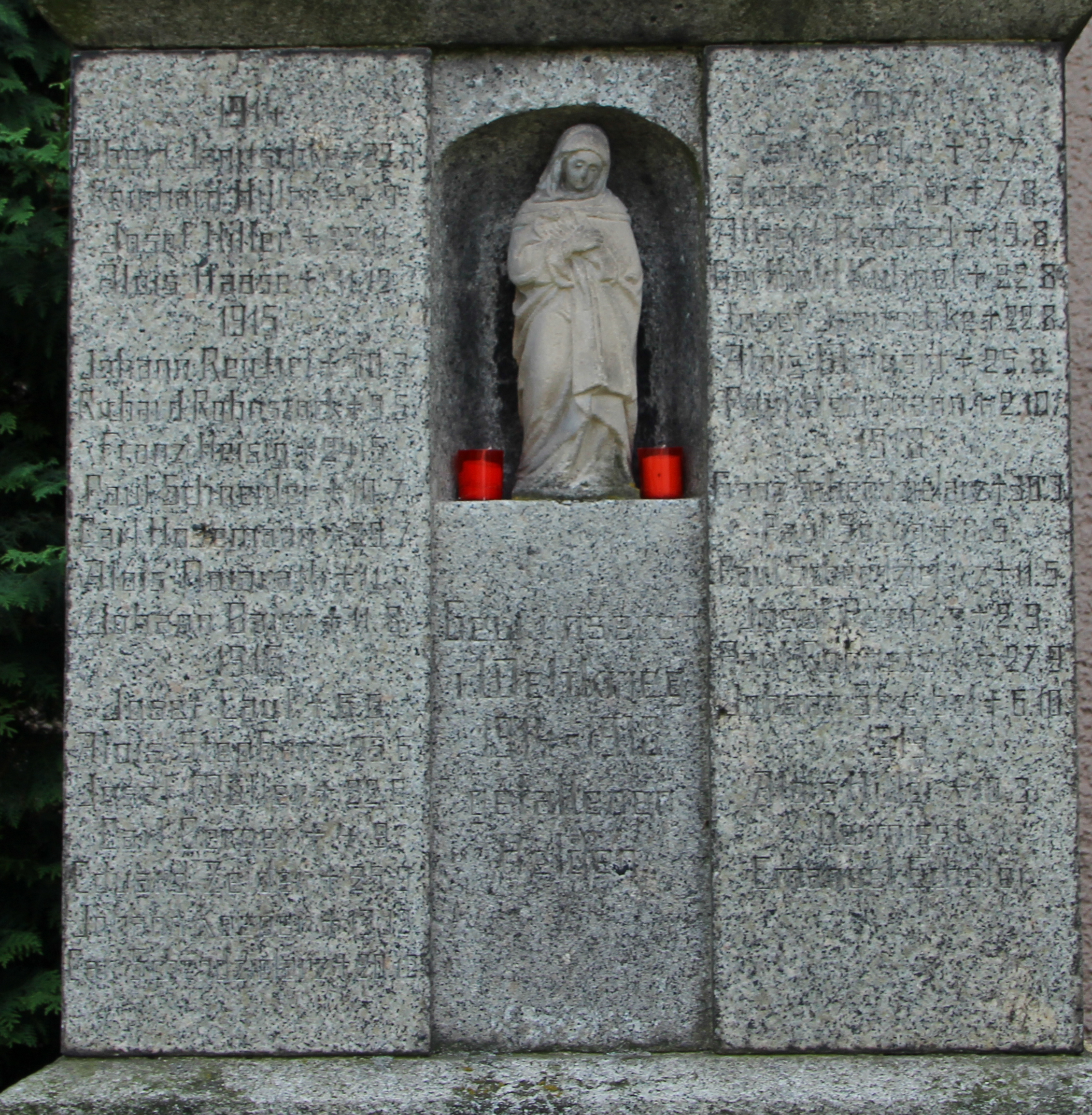
Pomnik poległych w I wojnie światowej

- Pomnik poległych w I wojnie światowej – pomnik przy kościele w Jasionie powstały w 1923 jako upamiętnienie mieszkańców wsi, którzy polegli w I wojnie światowej. Jest to pomnik w formie kamiennego krzyża, wypisano na nim nazwiska 27 osób[30].

## Gospodarka

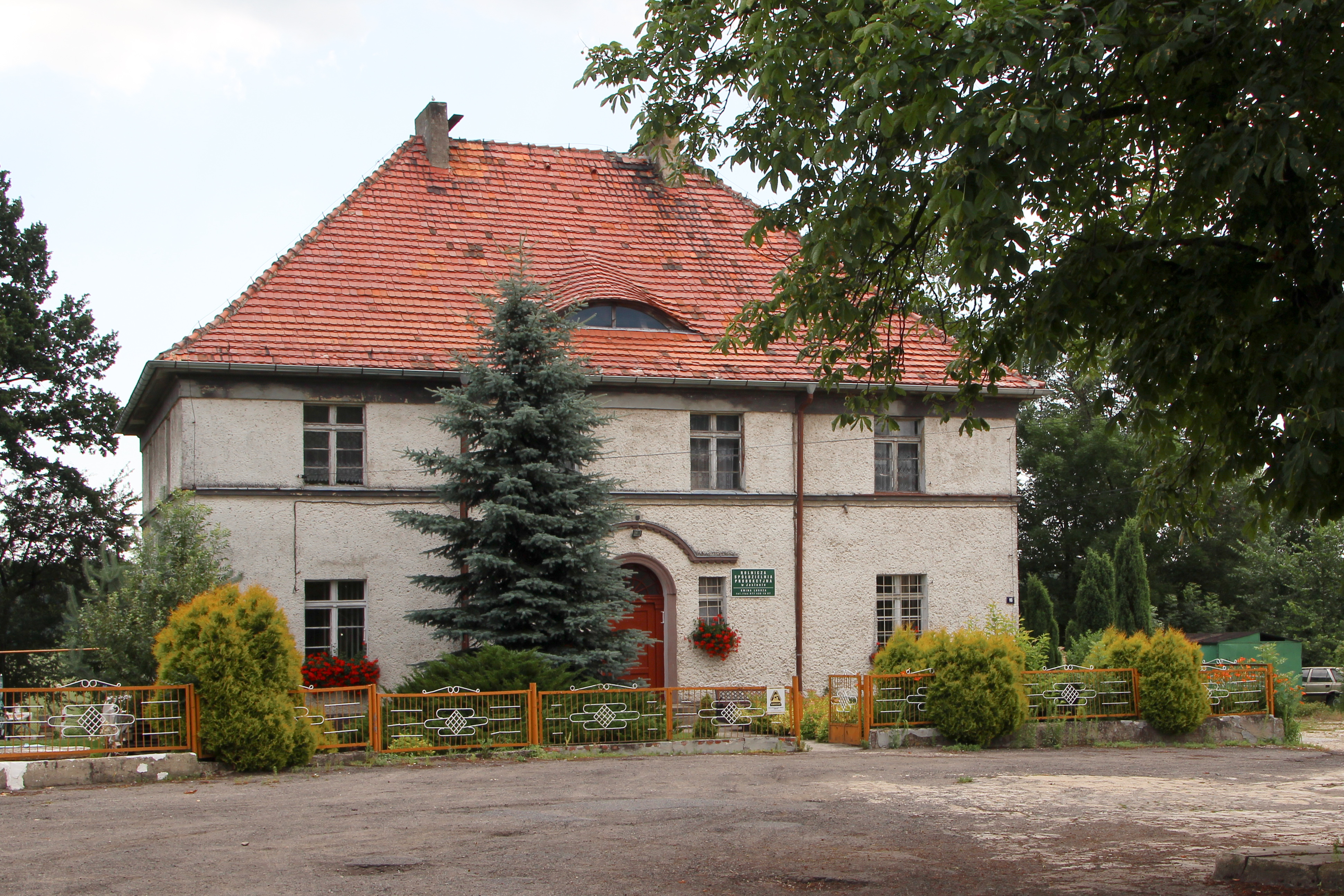
Rolnicza Spółdzielnia Produkcyjna

W Jasionie działa Rolnicza Spółdzielnia Produkcyjna, oraz drobne przedsiębiorstwa usługowe, produkcja mebli i ogrodnictwo szklarniowe. W Jasionie siedzibę ma firma VIP-BUD, zrzeszona w Cechu Rzemieślników i Przedsiębiorców w Prudniku.
Jasiona wraz z całą gminą Lubrza podlega pod inspektorat ZUS w Prudniku.

## Transport

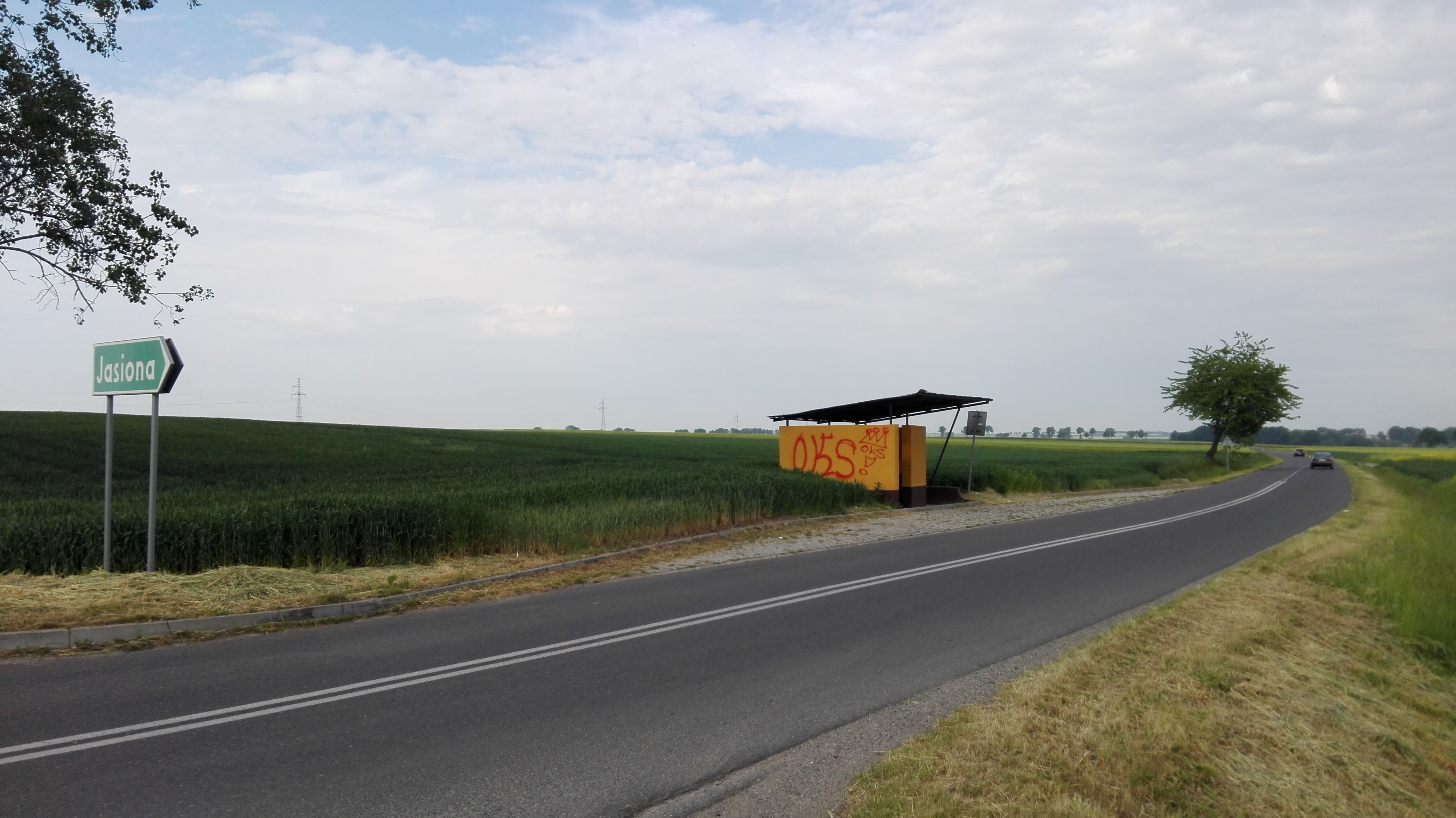
Przystanek autobusowy

W zarządzie Wydziału Drogownictwa Starostwa Powiatowego w Prudniku znajduje się droga powiatowa nr 1280O relacji Lubrza – Jasiona.
Jasiona posiada połączenia autobusowe z Prudnikiem, Głogówkiem, Kędzierzynem-Koźlem i Lubrzą. We wsi znajdują się trzy przystanki autobusowe – Jasiona I, II Skrz., Wieś. Główny przystanek zlokalizowany jest poza zabudowaniami wsi.
Transport autobusowy w Jasionie obsługiwany był przez PKS Prudnik. W 2004 prudnicki PKS został sprywatyzowany z udziałem Connex Polska. W 2008, w wyniku połączenia spółek PKS Connex Prudnik i PKS Connex Kędzierzyn-Koźle, utworzona została spółka Veolia Transport Opolszczyzna, w 2013 przejęta przez Arriva Bus Transport Polska. W 2019 Arriva wycofała się z Prudnika. Wówczas organizacją przewozów pasażerskich w Jasionie i okolicy zajęły się ościenne PKS-y. W grudniu 2021 powołano Powiatowo-Gminny Związek Transportu „Pogranicze”, mający na celu poprawę jakości transportu.

## Kultura
We wsi cyklicznie odbywają się procesje w Uroczystość Najświętszego Ciała i Krwi Chrystusa, Nabożeństwa majowe, różańcowe, Gorzkich Żali, Rezurekcje oraz Dożynki. Jej mieszkańcy organizują zabawy majówkowe, dożynkowe i Dzień Kobiet. Obchodzony jest Odpust 30 maja w dniu Święta i Nawiedzenia Najświętszej Maryi Panny.

## Religia

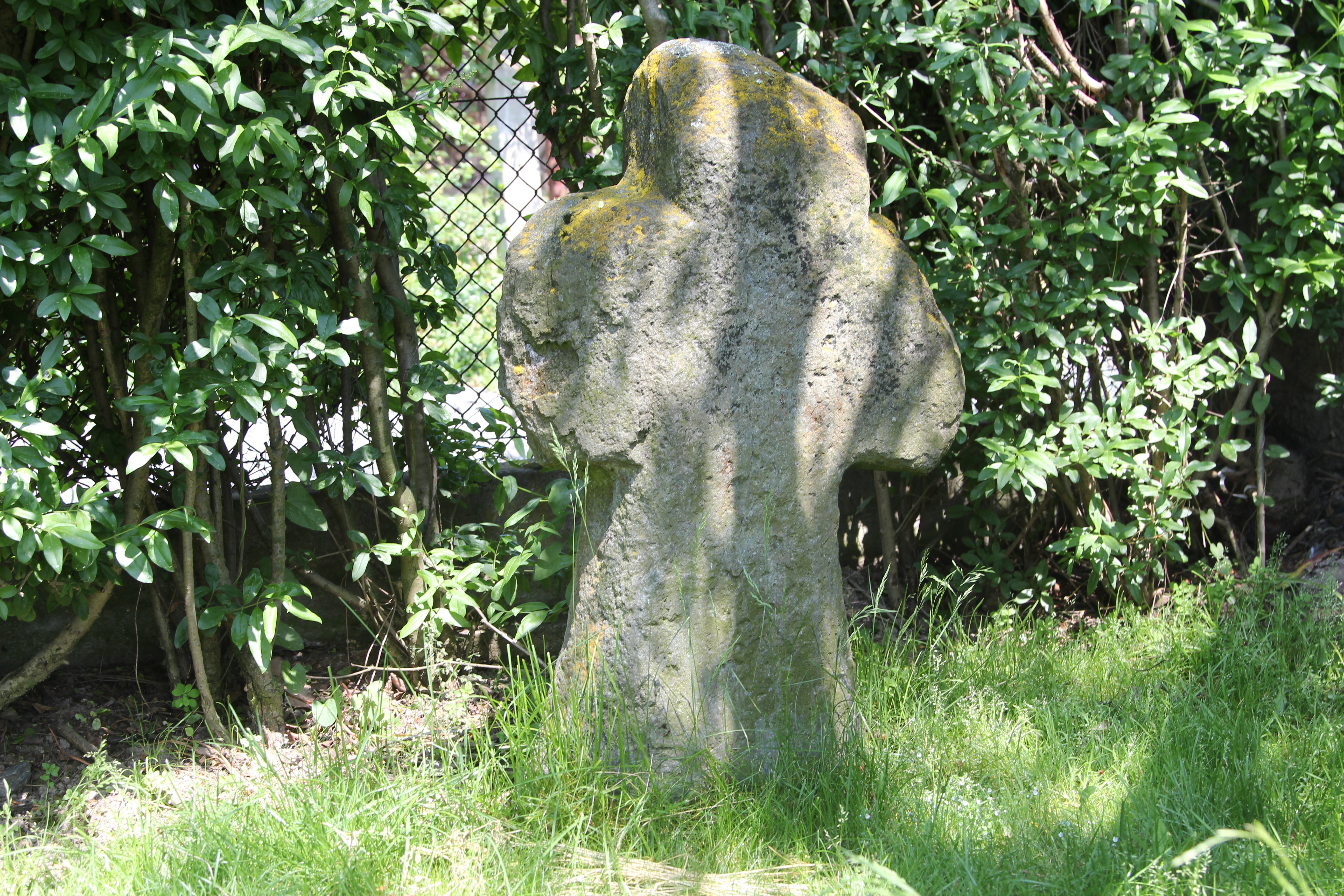
Krzyż pokutny

W Jasionie znajduje się katolicki kościół Najświętszej Marii Panny, który należy do parafii św. Jakuba Starszego w Lubrzy (dekanat Prudnik). W zachodniej części wsi, na posesji nr 58 stoi granitowy krzyż pokutny, przypuszczalnie oznaczający miejsce pochówku zwłok Szweda jako pozostałość po najeździe szwedzkim.
We wsi znajdują się liczne krzyże i kapliczki przydrożne. Przypuszczalnie przed I wojną światową zbudowano murowaną kaplicę z figurami świętych w zachodniej części wsi. W centrum wsi, przy posesji nr 49, stoi krzyż postawiony jako wotum dziękczynne w 1923 z niemieckim napisem „Serce Jezusa zmiłuj się nad nami”. Przy drodze polnej do Prudnika postawiono w 1925 drewniany krzyż, symbolicznie oddzielający ziemie należące do Jasiony i Prudnika. Również w 1925, niedaleko od zabudowań zachodniej części Jasiony, przy drodze do Prudnika, wzniesiono kamienny krzyż z niemieckim napisem „Dokonało się…”. Przy zabudowaniach dawnej cegielni znajduje się murowana kaplica z obrazem „Królowa Świata”.

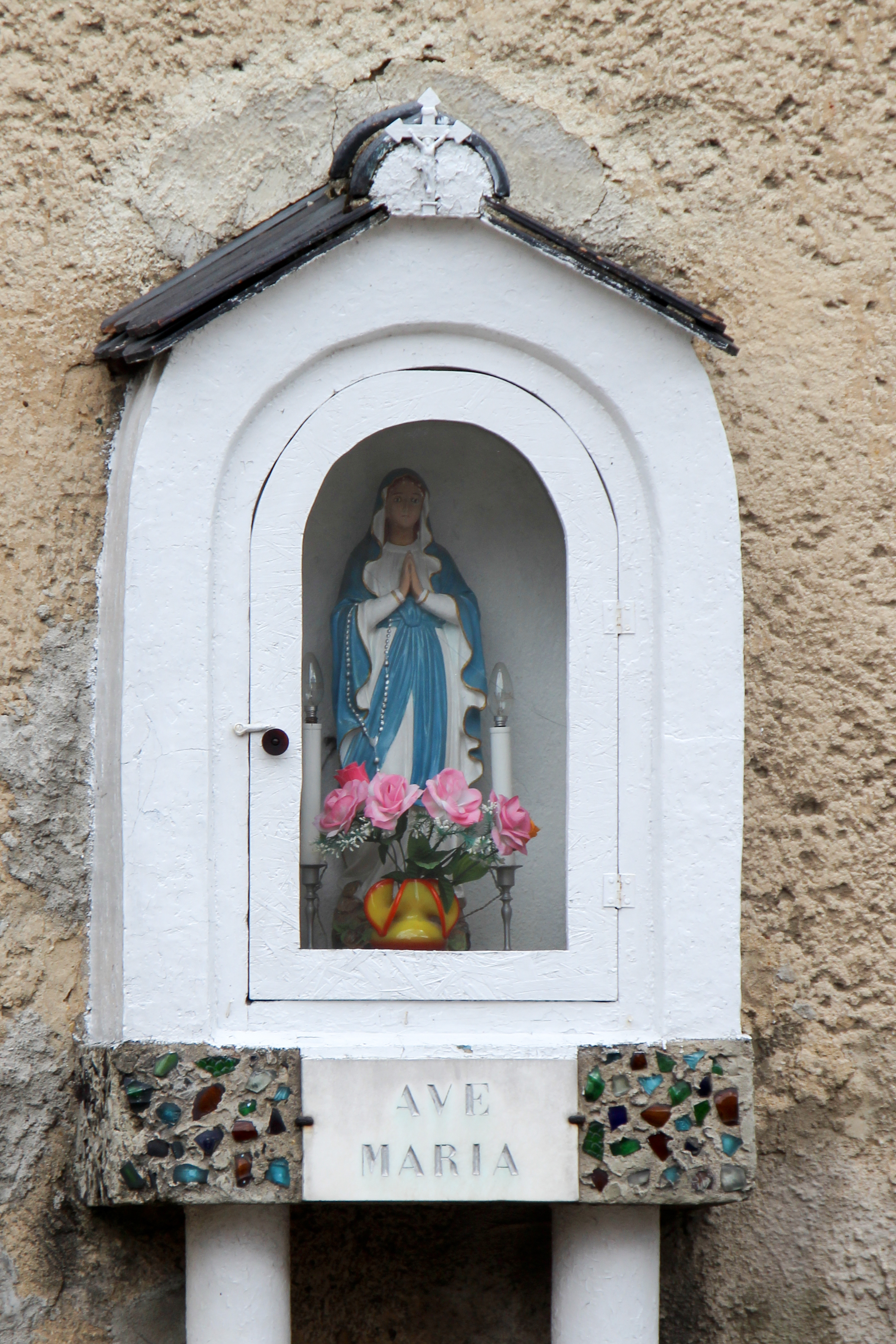
Kapliczka na ścianie domu nr 31
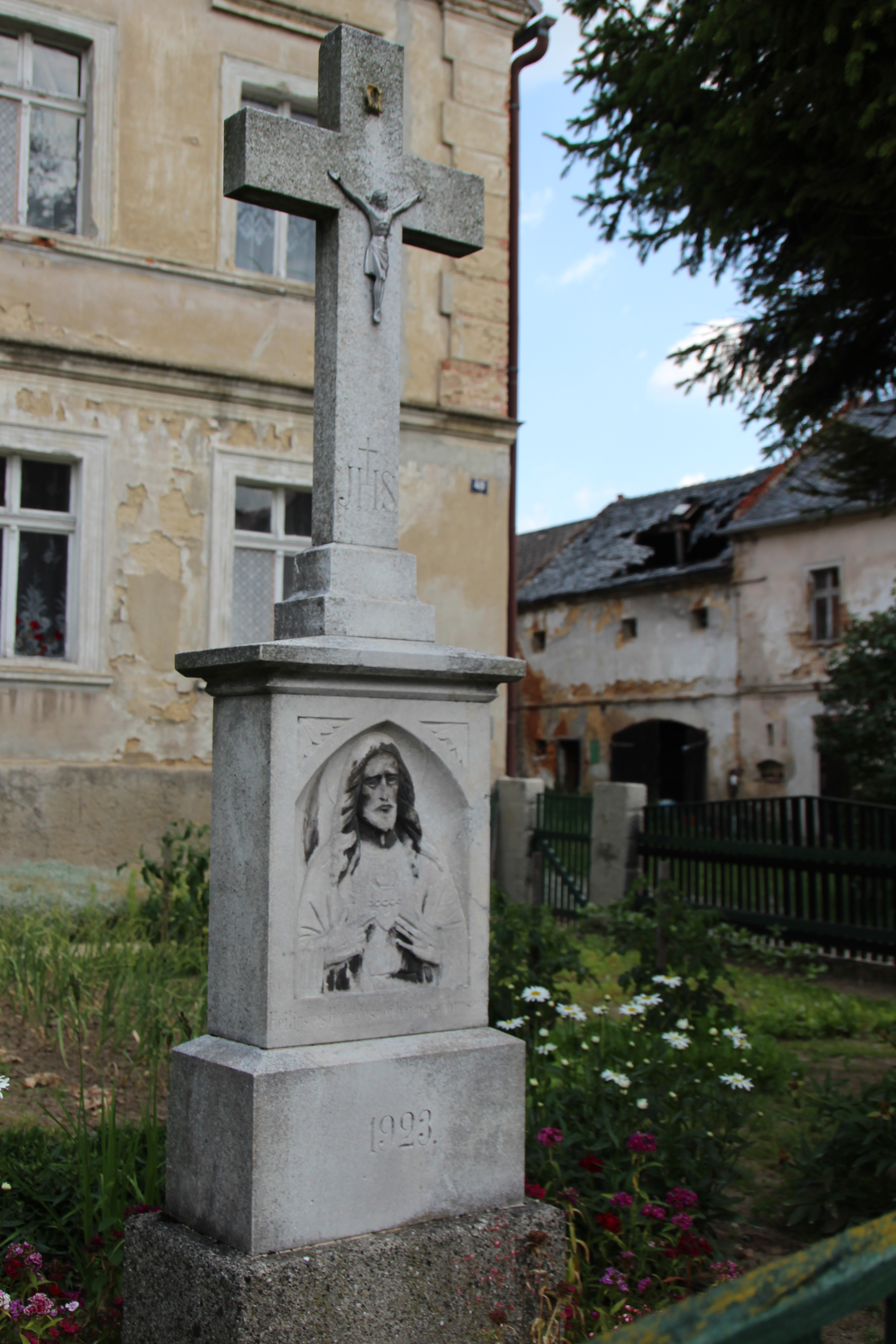
Krzyż przy domu nr 49

## Sport
W Jasionie znajduje się boisko sportowe przeznaczone do piłki nożnej i siatkowej.

## Polityka
W świetlicy wiejskiej w Jasionie swoją siedzibę ma Obwodowa Komisja Wyborcza, do której należy sołectwo Jasiona. W referendum w 2003 mieszkańcy Jasiony opowiedzieli się za przystąpieniem Polski do Unii Europejskiej.
W wyborach parlamentarnych do Sejmu w 2005 i 2007 we wsi wygrało Prawo i Sprawiedliwość. W 2011 i 2015 w Jasionie zwyciężyła Platforma Obywatelska. W 2019 największą ilość głosów zdobyło Prawo i Sprawiedliwość. W 2023 łącznie większość głosów zdobyły partie: Koalicja Obywatelska, Trzecia Droga, Nowa Lewica.
W wyborach prezydenckich w 2005 mieszkańcy Jasiony opowiedzieli się za Donaldem Tuskiem, w 2010 za Bronisławem Komorowskim, w 2015 za Pawłem Kukizem, w 2020 za Andrzejem Dudą, a w 2025 za Rafałem Trzaskowskim.

## Turystyka
Oddział PTTK „Sudetów Wschodnich” w Prudniku ustanowił turystyczną Odznakę Krajoznawczą Ziemi Prudnickiej, którą zdobywa się poprzez zwiedzenie odpowiedniej liczby obiektów w miejscowościach położonych na ziemi prudnickiej, w tym w Jasionie.

### Szlaki rowerowe
Przez Jasionę prowadzi szlak rowerowy:
- Trasa rowerowa PTTK nr 266-z: Lubrza – Olszynka – Laskowice – Dytmarów-Stacja – Dytmarów – Krzyżkowice – góra Kłobuczek – Trzebina – Prudnik-Las – Trzebina – Skrzypiec – Jasiona – Lubrza

## Bezpieczeństwo
Miejscowość jest pod opieką dzielnicowego rejonu służbowego nr 8 Komendy Powiatowej Policji w Prudniku.
Teren wsi, jak i całej gminy Lubrza, położony jest w strefie nadgranicznej w związku z czym Straż Graniczna dysponuje, na tym obszarze, specjalnymi kompetencjami w zakresie bezpieczeństwa. Gminę Lubrza obejmuje zasięgiem służbowym placówka Straży Granicznej w Opolu ze Śląskiego Oddziału SG.

## Ludzie związani z Jasioną
- Tadeusz Kukiz (1932–2015) – lekarz, popularyzator historii i kultury Kresów, zamieszkały w Jasionie
- Jadwiga Dymała (1934–2007) – młynarz, poseł na Sejm PRL, przewodnicząca Rolniczej Spółdzielni Produkcyjnej w Jasionie